# Audi S5
Der Audi S5 ist eine Sportvariante des Audi A5 der Audi AG und stellt nach dem RS5 das höchste Motorisierungs- und Ausstattungsniveau dieser Modellreihe dar.

## Audi S5 8T (2007–2016)
Die Präsentation des Audi S5 8T fand gleichzeitig mit der des Audi A5 8T auf dem Genfer Auto-Salon 2007 statt.

### Ausstattung
Serienmäßig wurde die erste Generation des S5 mit einem Sechsgang-Handschaltgetriebe angeboten. Ab 2008 wurde auch ein sechsstufiges Tiptronic-Automatikgetriebe angeboten, welches nach Angaben des Herstellers den Benzinverbrauch um fast zwei Liter auf 100 Kilometer und den CO2-Ausstoß um fast 50 Gramm pro Kilometer senkt.
Optisch unterscheidet sich der S5 vom A5 durch geänderte Stoßstangen, Kühlergrill, Außenspiegel in Aluminiumoptik und eine Auspuffanlage mit vier Endrohren.
Ab Frühjahr 2009 wurde neben dem S5 Coupé auch ein Cabriolet (Präsentation: Ende 2008) angeboten, das im Herbst desselben Jahres durch ein fünftüriges Fließheck (Sportback) ergänzt wurde. Gegenüber dem Coupé, dessen V8-Motor auf dem S4 der B7-Reihe basiert, verfügen beide über einen Drei-Liter-V6-Motor mit Kompressor-Aufladung aus dem Audi S4 B8 und wurden nur mit dem Doppelkupplungsgetriebe S tronic angeboten.
- Allradantrieb quattro serienmäßig
- Xenonlicht mit LED-Tagfahrlicht serienmäßig
- MMI-Infotainmentsystem (Sonderausstattung)
- elektronische Stoßdämpferregelungen (Sonderausstattung)
- Panorama-Glasausstelldach (Sonderausstattung)
- Soundsystem von Bang & Olufsen (Sonderausstattung)
- Autotelefon mit Unterstützung des SIM Access Profile (Sonderausstattung)

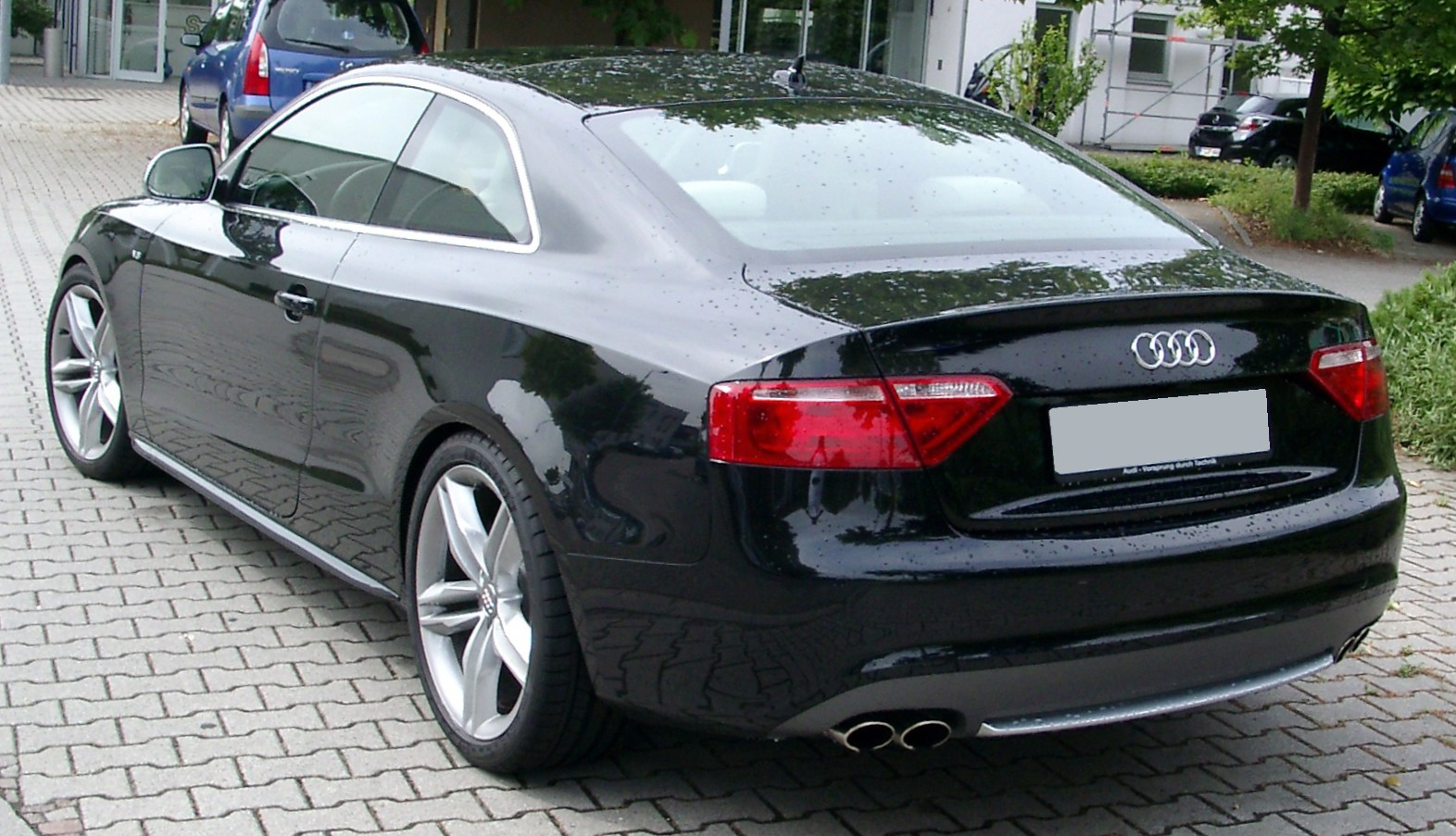
Heckansicht
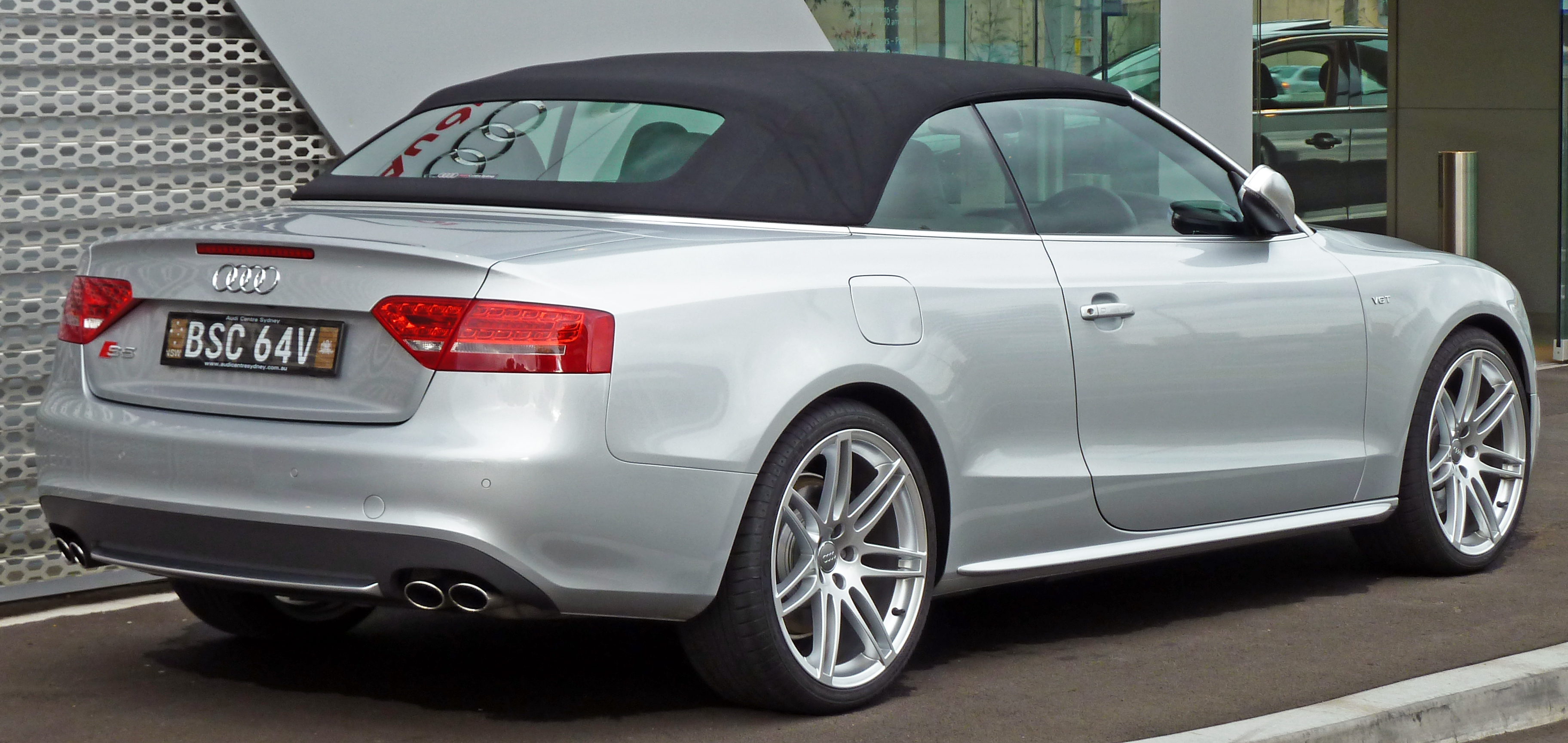
Audi S5 Cabriolet (2009–2011)
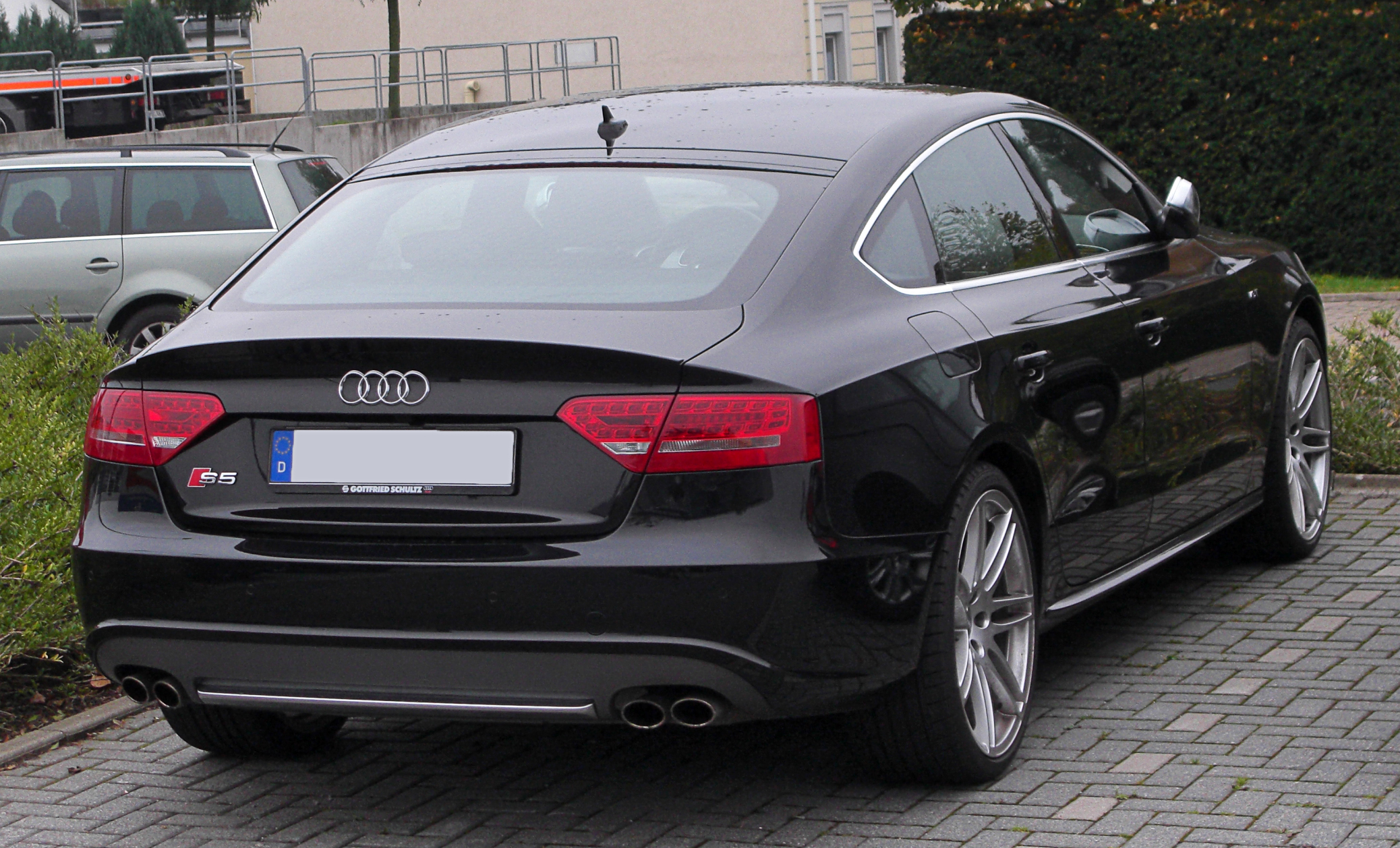
Audi S5 Sportback (2009–2011)

### Modellpflege
Im Herbst 2011 wurde ein Facelift an Front und Heck durchgeführt. Der 4,2 Liter große V8-Motor des S5 Coupé wurde dabei durch den moderneren Dreiliter-V6 mit Kompressor ersetzt.

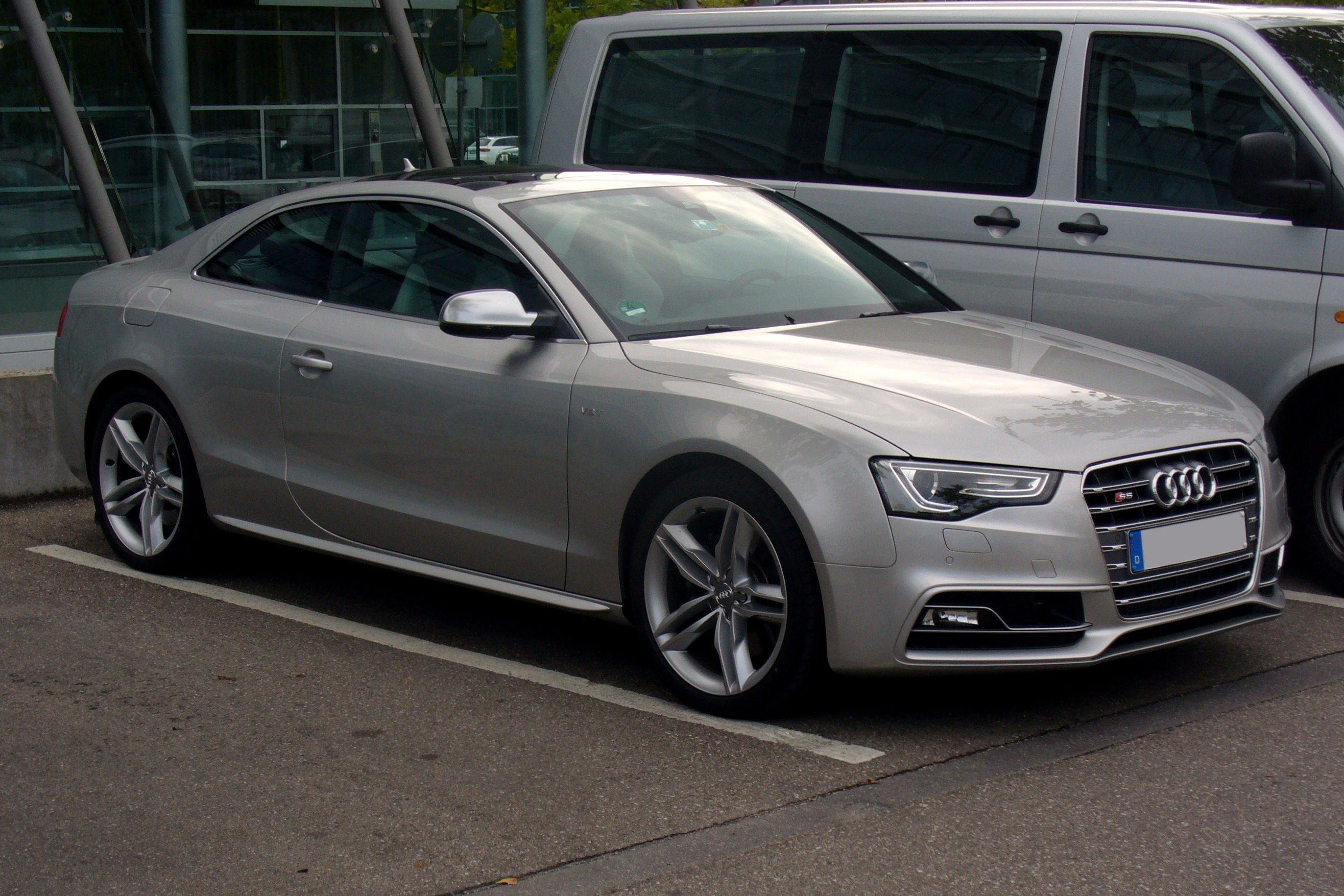
Audi S5 Coupé (2011–2016)
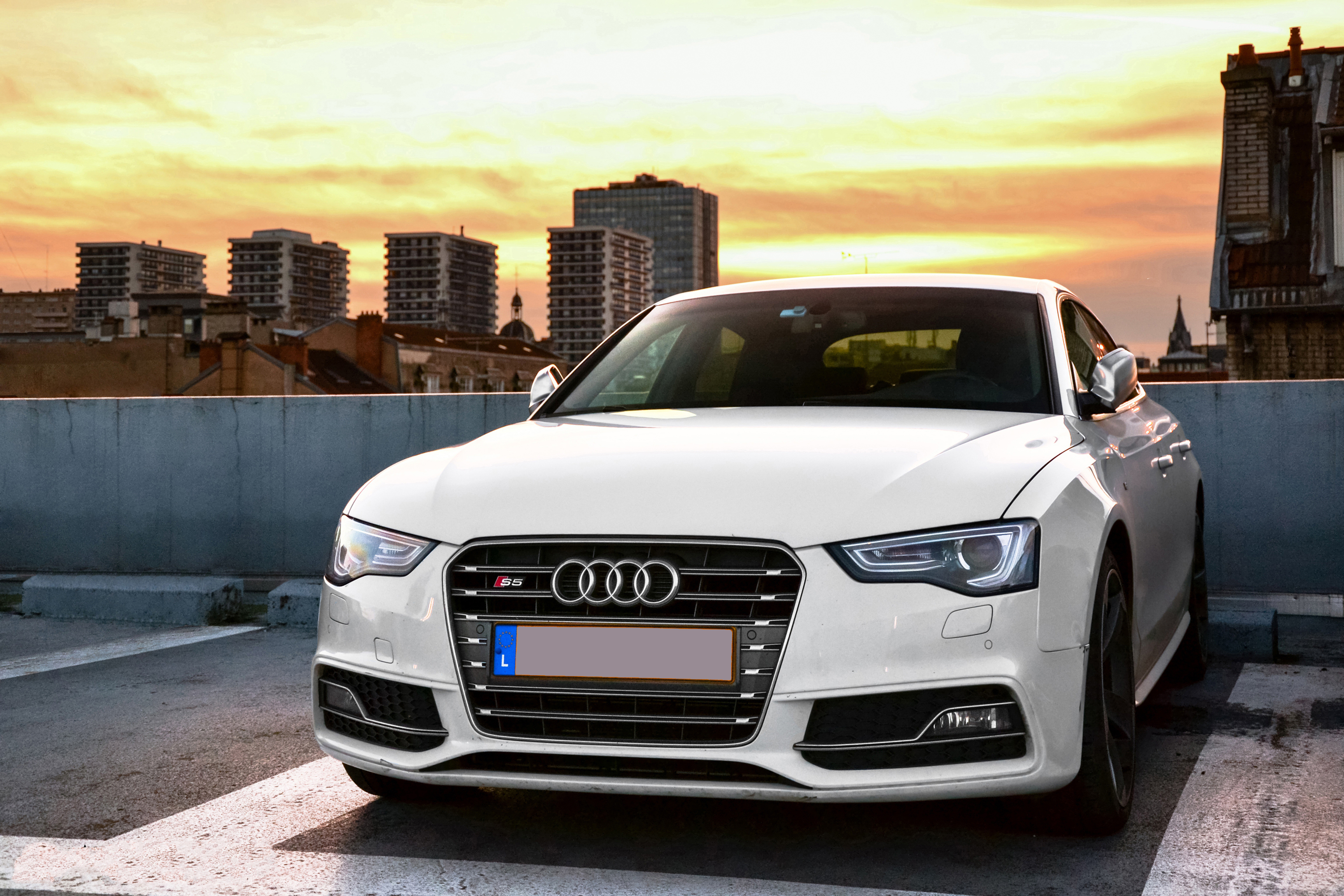
Audi S5 Sportback (2011–2016)

### Limited Edition
Speziell für den japanischen Markt gab es im Juli 2009 zudem aus dem Neckarsulmer Audi exclusive Individualstudio drei verschiedene Limited Editions, von denen jeweils nur fünf Exemplare gebaut und vertrieben wurden. So gibt es das Modell mit 19-Zoll-Bereifungen und Sonderlackierungen in Lila und Silbergrau.

### Technische Daten
|                                            | Coupé                  | Coupé                     | Cabriolet                 | Sportback                 |
| ------------------------------------------ | ---------------------- | ------------------------- | ------------------------- | ------------------------- |
| Bauzeitraum                                | 03/2007–08/2011        | 08/2011–07/2016           | 03/2009–03/2017           | 11/2009–09/2016           |
| Motorart                                   | Ottomotor              | Ottomotor                 | Ottomotor                 | Ottomotor                 |
| Motortyp                                   | V-Bauart               | V-Bauart                  | V-Bauart                  | V-Bauart                  |
| Motoraufladung                             | —                      | Kompressor                | Kompressor                | Kompressor                |
| Gemischaufbereitung                        | Direkteinspritzung     | Direkteinspritzung        | Direkteinspritzung        | Direkteinspritzung        |
| Hubraum                                    | 4163 cm³               | 2995 cm³                  | 2995 cm³                  | 2995 cm³                  |
| Zylinder/Ventile                           | 8/32                   | 6/24                      | 6/24                      | 6/24                      |
| max. Leistung bei min−1                    | 260 kW (354 PS)/7000   | 245 kW (333 PS)/5500–6500 | 245 kW (333 PS)/5500–6500 | 245 kW (333 PS)/5500–6500 |
| max. Drehmoment bei min−1                  | 440 Nm/3500            | 440 Nm/2900–5300          | 440 Nm/2900–5300          | 440 Nm/2900–5300          |
| Antriebsart, serienmäßig                   | Allradantrieb          | Allradantrieb             | Allradantrieb             | Allradantrieb             |
| Getriebeart, serienmäßig                   | 6-Gang-Schaltgetriebe  | 7-Gang-S tronic           | 7-Gang-S tronic           | 7-Gang-S tronic           |
| Getriebeart, optional                      | 6-Gang-tiptronic       | —                         | —                         | —                         |
| Leergewicht                                | 1705–1750 kg           | 1750 kg                   | 1950–1955 kg              | 1820–1830 kg              |
| maximale Zuladung                          | 500 kg                 | 500 kg                    | 500 kg                    | 530–550 kg                |
| Beschleunigung, 0–100 km/h                 | 5,1–5,4 s              | 4,9 s                     | 5,4–5,6 s                 | 5,1–5,4 s                 |
| Höchstgeschwindigkeit                      | 250 km/h (1)           | 250 km/h (1)              | 250 km/h (1)              | 250 km/h (1)              |
| Kraftstoffverbrauch auf 100 km, kombiniert | 10,7–12,4 l Super plus | 7,7–8,1 l Super           | 7,9–9,7 l Super           | 7,7–9,4 l Super           |
| CO2-Emission, kombiniert                   | 249–298 g/km           | 178–190 g/km              | 184–224 g/km              | 179–219 g/km              |
| Abgasnorm nach EU-Klassifikation           | Euro 5 (2)             | Euro 6 (3)                | Euro 6 (3)                | Euro 6 (3)                |

## Audi S5 F5 (2016–2024)
Am 2. Juni 2016 präsentierte Audi in Ingolstadt die zweite Generation des A5 und S5 Coupé. Ab Juli 2016 war sie bestellbar.
A5 und S5 Sportback debütierten auf der Mondial de l’Automobile im Oktober 2016 in Paris, zu den Händlern kamen sie Anfang 2017.
Die ersten Bilder der Cabrio-Version des A5 und S5 wurden am 4. November 2016 gezeigt, Messepremiere hatte das Fahrzeug auf der North American International Auto Show im Januar 2017 in Detroit. Das Cabriolet kam im März 2017 zu den Händlern.

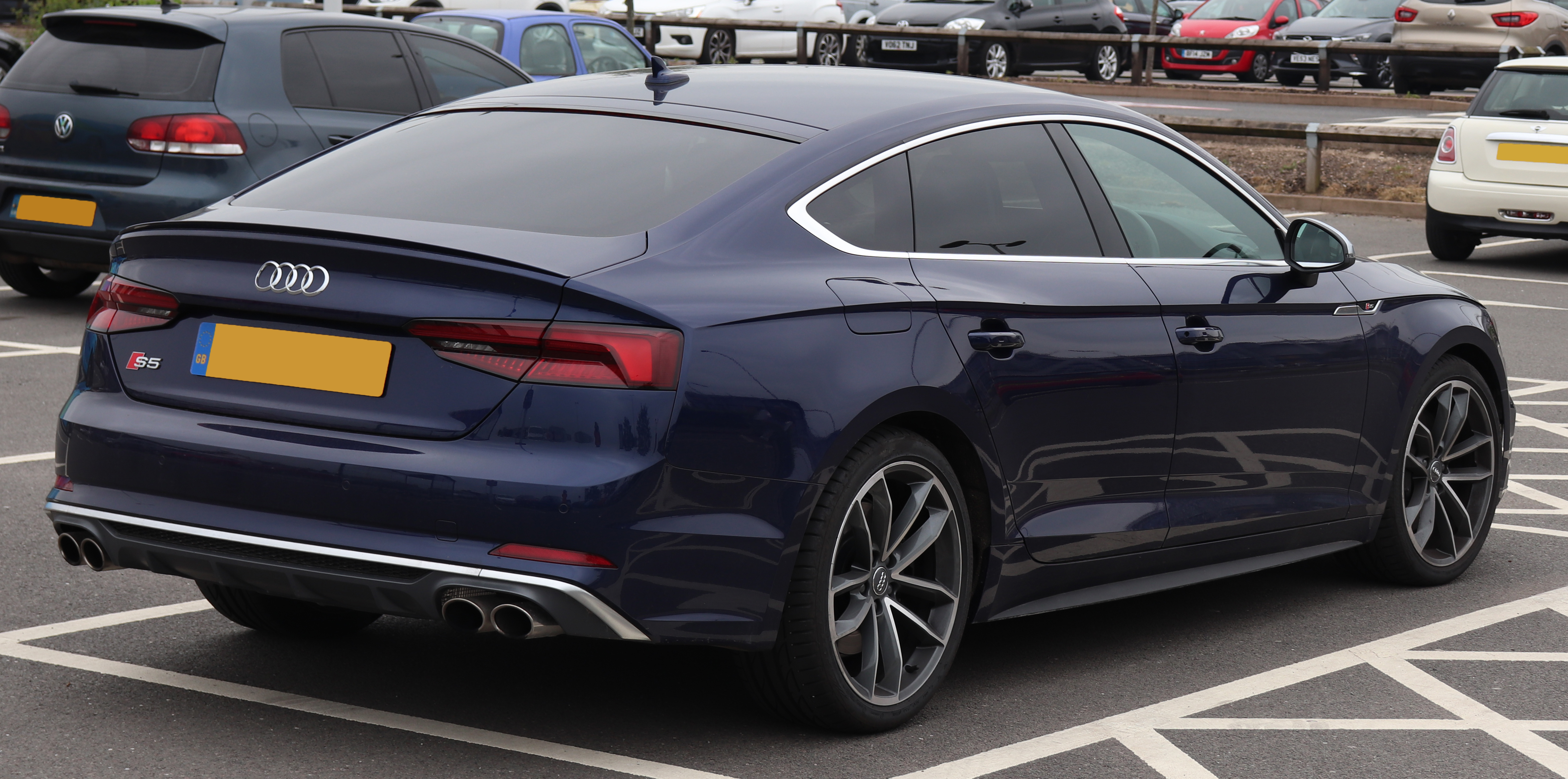
Audi S5 Sportback (2016–2019)
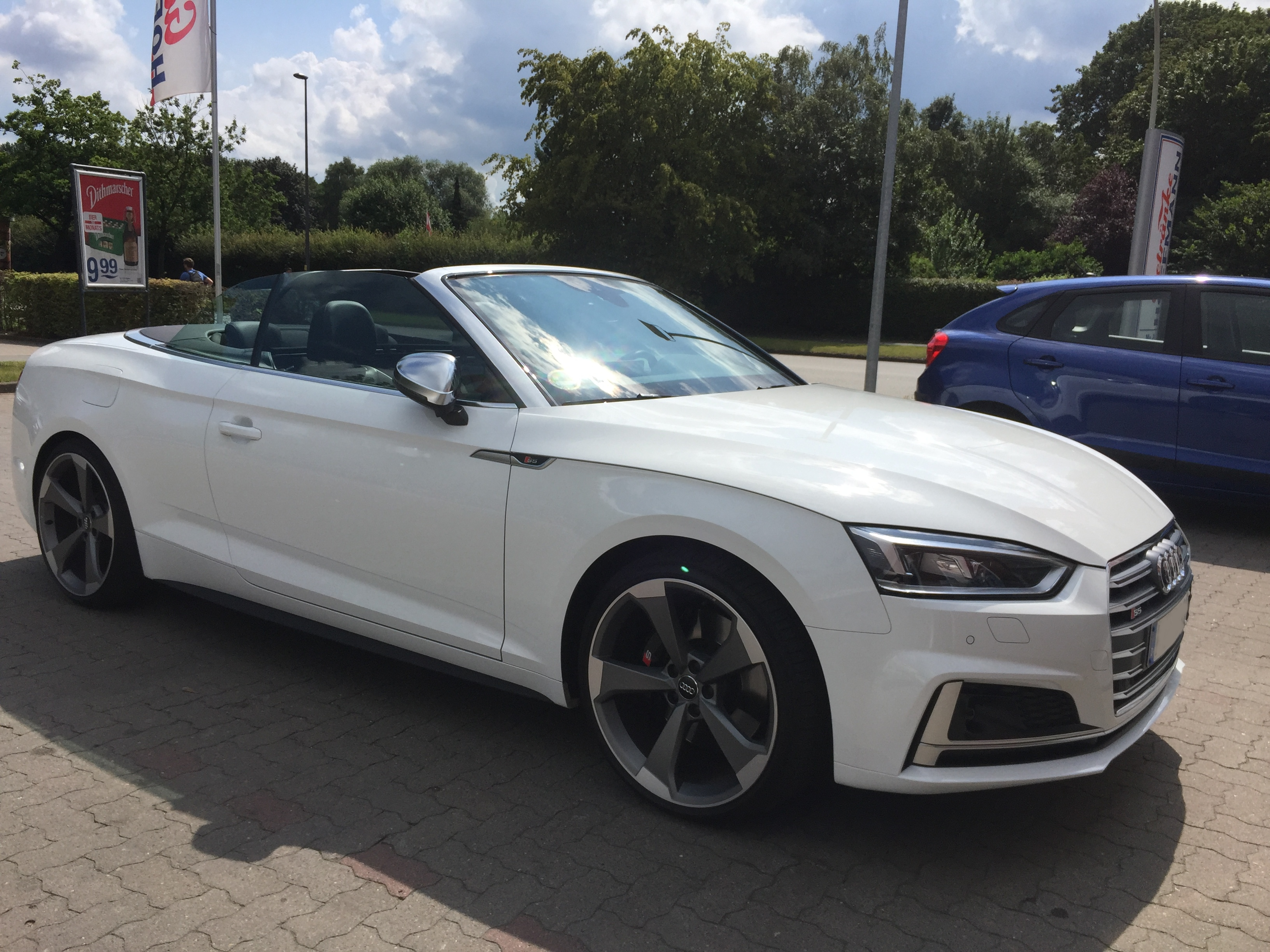
Audi S5 Cabriolet (2017–2019)
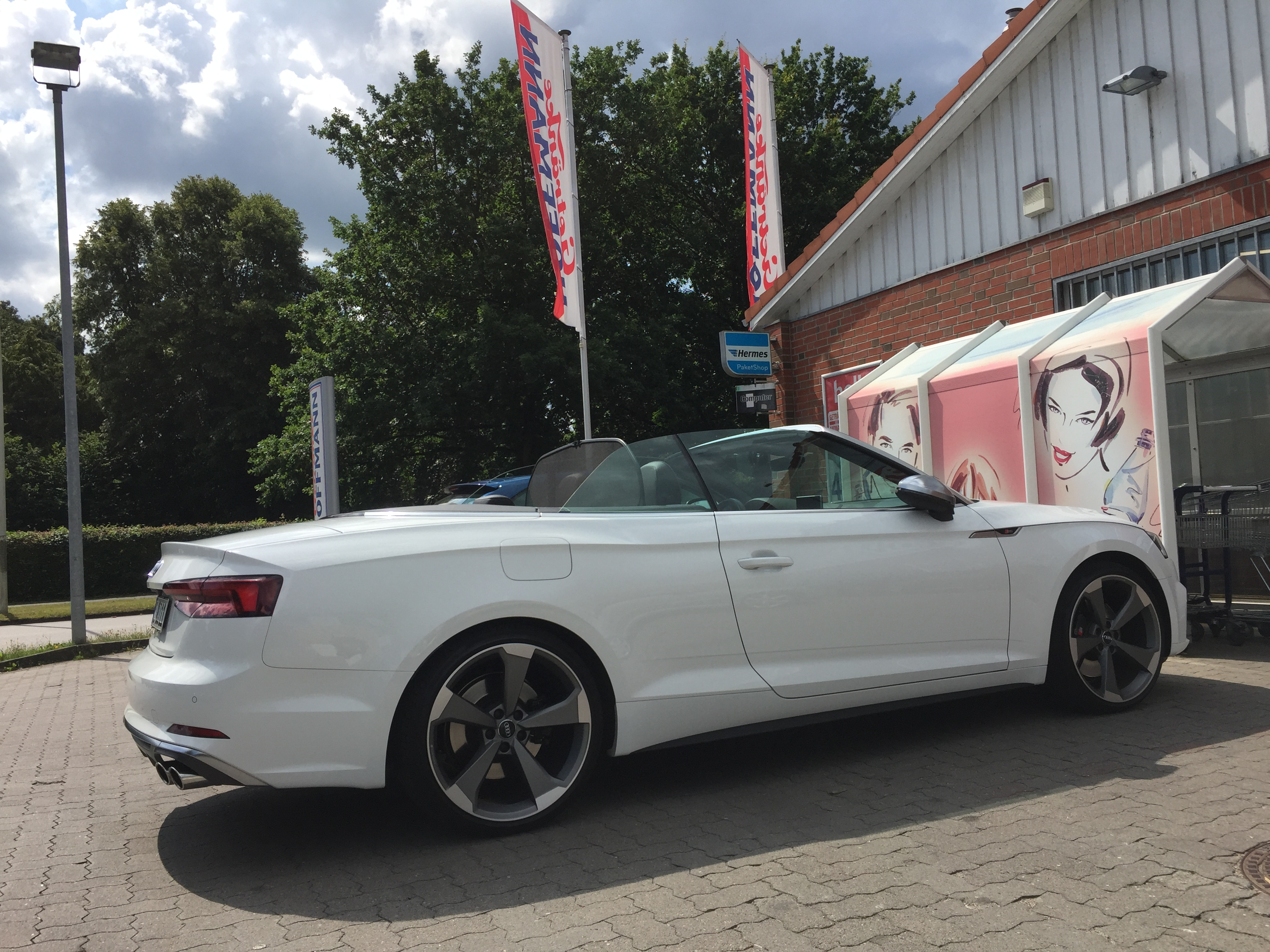
Seitenansicht
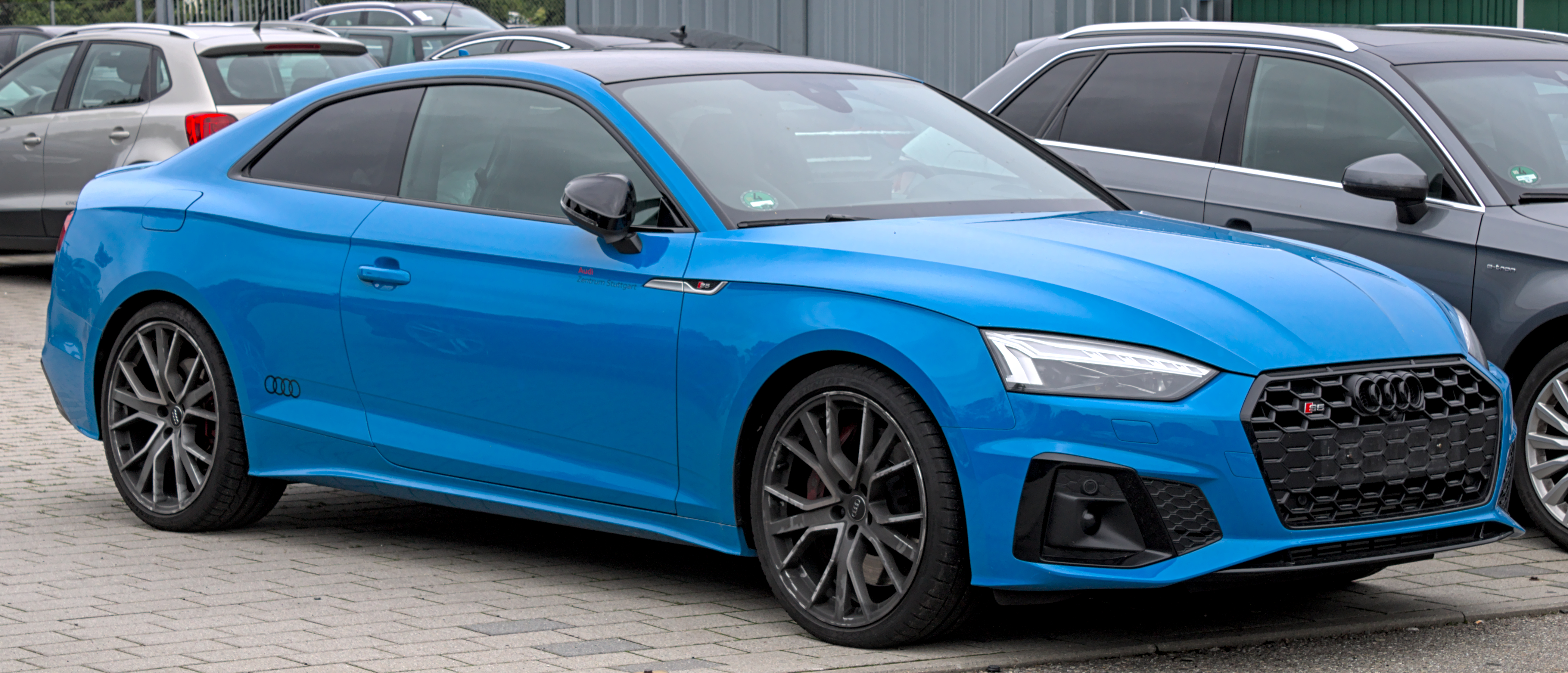
Audi S5 Coupé (2019–2024)
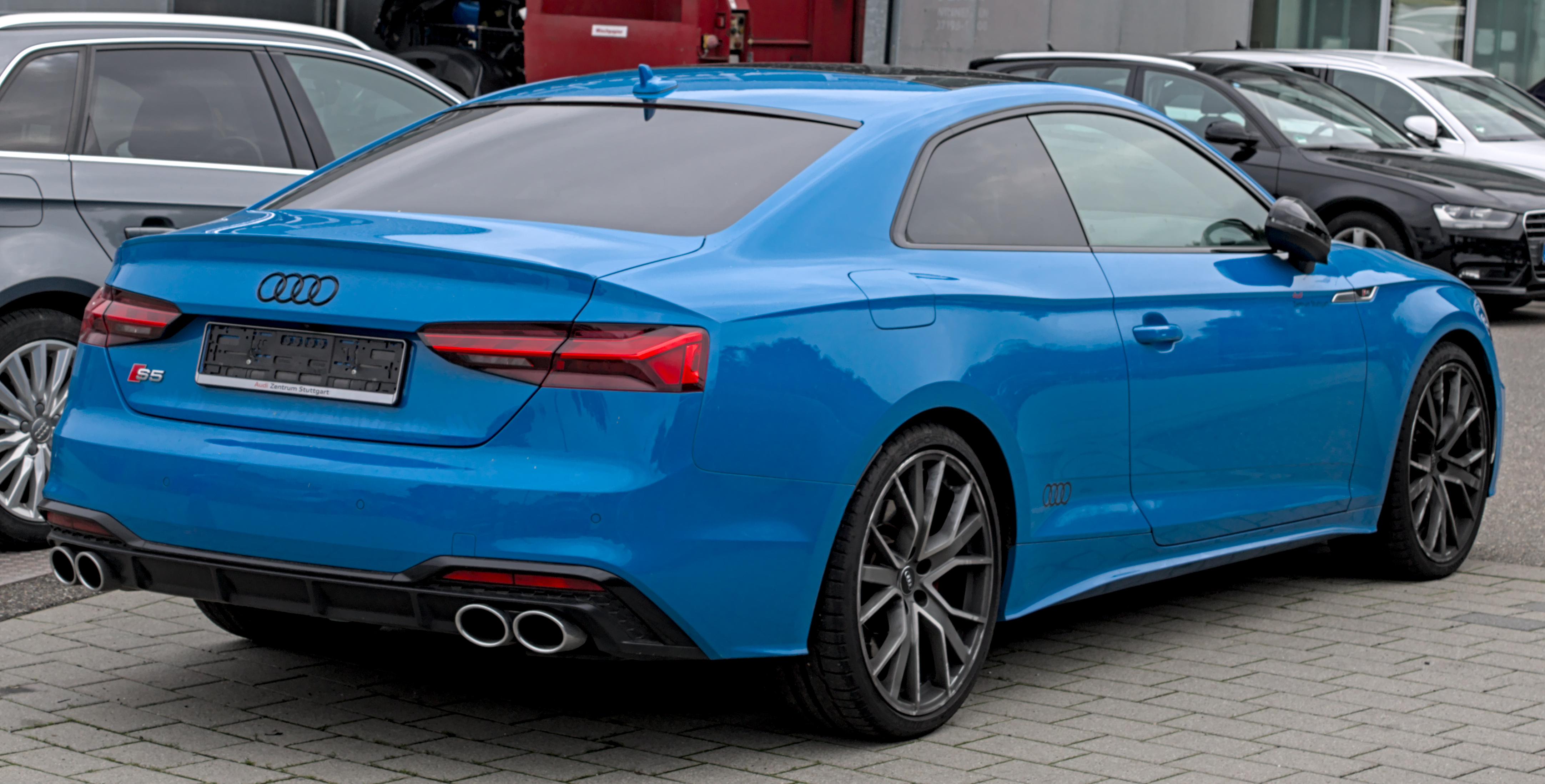
Heckansicht
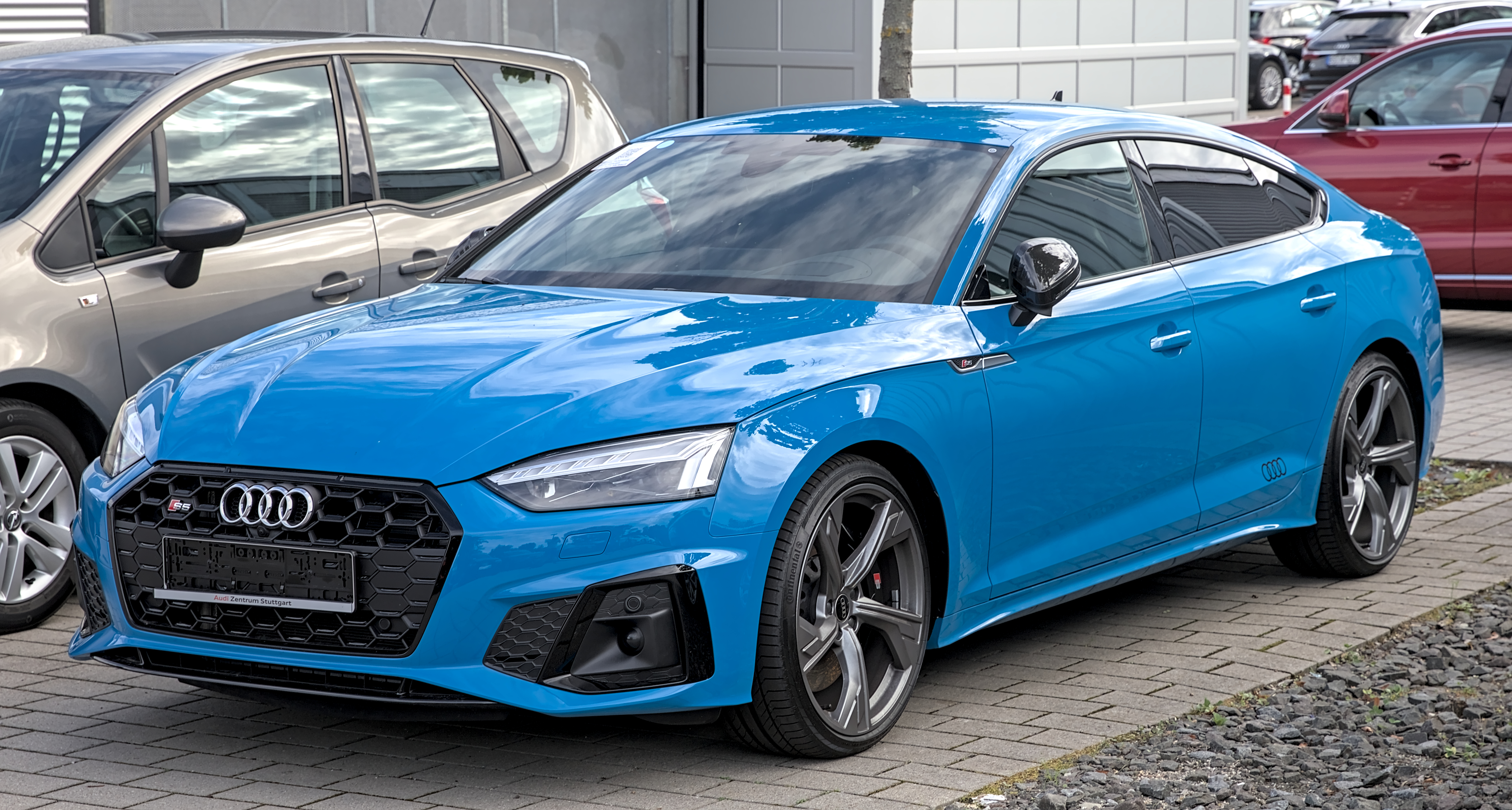
Audi S5 Sportback (2019–2024)

### Technische Daten
|                                            | Coupé TFSI (4)            | Sportback TFSI (4)        | Cabriolet TFSI            | Cabriolet TFSI            | Coupé TDI                               | Sportback TDI                           | Coupé TDI                               | Sportback TDI                           |
| ------------------------------------------ | ------------------------- | ------------------------- | ------------------------- | ------------------------- | --------------------------------------- | --------------------------------------- | --------------------------------------- | --------------------------------------- |
| Bauzeitraum                                | 07/2016–07/2024           | 10/2016–07/2024           | 03/2017–10/2020           | 11/2020–07/2024           | 05/2019–06/2020                         | 05/2019–06/2020                         | 11/2020–04/2023                         | 11/2020–04/2023                         |
| Motorbaureihe                              | VW EA839                  | VW EA839                  | VW EA839                  | VW EA839                  | VW EA897evo2                            | VW EA897evo2                            | VW EA897evo3                            | VW EA897evo3                            |
| Motorart                                   | Ottomotor                 | Ottomotor                 | Ottomotor                 | Ottomotor                 | Dieselmotor                             | Dieselmotor                             | Dieselmotor                             | Dieselmotor                             |
| Motortyp                                   | V-Bauart                  | V-Bauart                  | V-Bauart                  | V-Bauart                  | V-Bauart                                | V-Bauart                                | V-Bauart                                | V-Bauart                                |
| Motoraufladung                             | Turbolader                | Turbolader                | Turbolader                | Turbolader                | VTG-Turbolader, elektrischer Verdichter | VTG-Turbolader, elektrischer Verdichter | VTG-Turbolader, elektrischer Verdichter | VTG-Turbolader, elektrischer Verdichter |
| Gemischaufbereitung                        | Direkteinspritzung        | Direkteinspritzung        | Direkteinspritzung        | Direkteinspritzung        | Common-Rail-Einspritzung                | Common-Rail-Einspritzung                | Common-Rail-Einspritzung                | Common-Rail-Einspritzung                |
| Hubraum                                    | 2995 cm³                  | 2995 cm³                  | 2995 cm³                  | 2995 cm³                  | 2967 cm³                                | 2967 cm³                                | 2967 cm³                                | 2967 cm³                                |
| Zylinder/Ventile                           | 6/24                      | 6/24                      | 6/24                      | 6/24                      | 6/24                                    | 6/24                                    | 6/24                                    | 6/24                                    |
| maximale Leistung bei min−1                | 260 kW (354 PS)/5400–6400 | 260 kW (354 PS)/5400–6400 | 260 kW (354 PS)/5400–6400 | 260 kW (354 PS)/5400–6400 | 255 kW (347 PS)/3850                    | 255 kW (347 PS)/3850                    | 251 kW (341 PS)/3800–3950               | 251 kW (341 PS)/3800–3950               |
| maximales Drehmoment bei min−1             | 500 Nm/1370–4500          | 500 Nm/1370–4500          | 500 Nm/1370–4500          | 500 Nm/1370–4500          | 700 Nm/2500–3100                        | 700 Nm/2500–3100                        | 700 Nm/1750–3250                        | 700 Nm/1750–3250                        |
| Antriebsart, serienmäßig                   | Allradantrieb             | Allradantrieb             | Allradantrieb             | Allradantrieb             | Allradantrieb                           | Allradantrieb                           | Allradantrieb                           | Allradantrieb                           |
| Getriebeart, serienmäßig                   | 8-Gang-tiptronic          | 8-Gang-tiptronic          | 8-Gang-tiptronic          | 8-Gang-tiptronic          | 8-Gang-tiptronic                        | 8-Gang-tiptronic                        | 8-Gang-tiptronic                        | 8-Gang-tiptronic                        |
| Leergewicht                                | 1690 kg                   | 1735 kg                   | 1915 kg                   | 1915 kg                   | 1835 kg                                 | 1870 kg                                 | 1860 kg                                 | 1895 kg                                 |
| maximale Zuladung                          | 425 kg                    | 495 kg                    | 425 kg                    | 425 kg                    | 435 kg                                  | 510 kg                                  | 410 kg                                  | 485 kg                                  |
| Beschleunigung, 0–100 km/h                 | 4,7 s                     | 4,7 s                     | 5,1 s                     | 4,9 s                     | 4,8 s                                   | 4,9 s                                   | 4,6 s                                   | 4,6 s                                   |
| Höchstgeschwindigkeit                      | 250 km/h (5)              | 250 km/h (5)              | 250 km/h (5)              | 250 km/h (5)              | 250 km/h (5)                            | 250 km/h (5)                            | 250 km/h (5)                            | 250 km/h (5)                            |
| Kraftstoffverbrauch auf 100 km, kombiniert | 7,3–7,4 l Super           | 7,3–7,5 l Super           | 7,7–7,8 l Super           | 9,0–9,4 l Super           | 6,9 l Diesel                            | 6,9 l Diesel                            | 6,9–7,3 l Diesel                        | 7,1–7,4 l Diesel                        |
| CO2-Emission, kombiniert:                  | 166–170 g/km              | 166–170 g/km              | 175–177 g/km              | 205–214 g/km              | 179 g/km                                | 181 g/km                                | 182–191 g/km                            | 185–194 g/km                            |
| Abgasnorm nach EU-Klassifikation:          | Euro 6                    | Euro 6                    | Euro 6d-TEMP-EVAP-ISC     | Euro 6d-ISC-FCM           | Euro 6d-TEMP-EVAP-ISC                   | Euro 6d-TEMP-EVAP-ISC                   | Euro 6d-ISC-FCM                         | Euro 6d-ISC-FCM                         |

## Audi S5 FU (seit 2024)
Die dritte Generation des S5 wurde im Juli 2024 bei der Vorstellung des Audi A5 B10 vorgestellt und kam im November 2024 auf den Markt. Da in der Audi-Modellpalette künftig gerade Ziffern für Elektroautos verwendet werden sollen, wurde aus dem S4 der S5. Deshalb gibt es ihn als Fließheck-Limousine und Kombi.

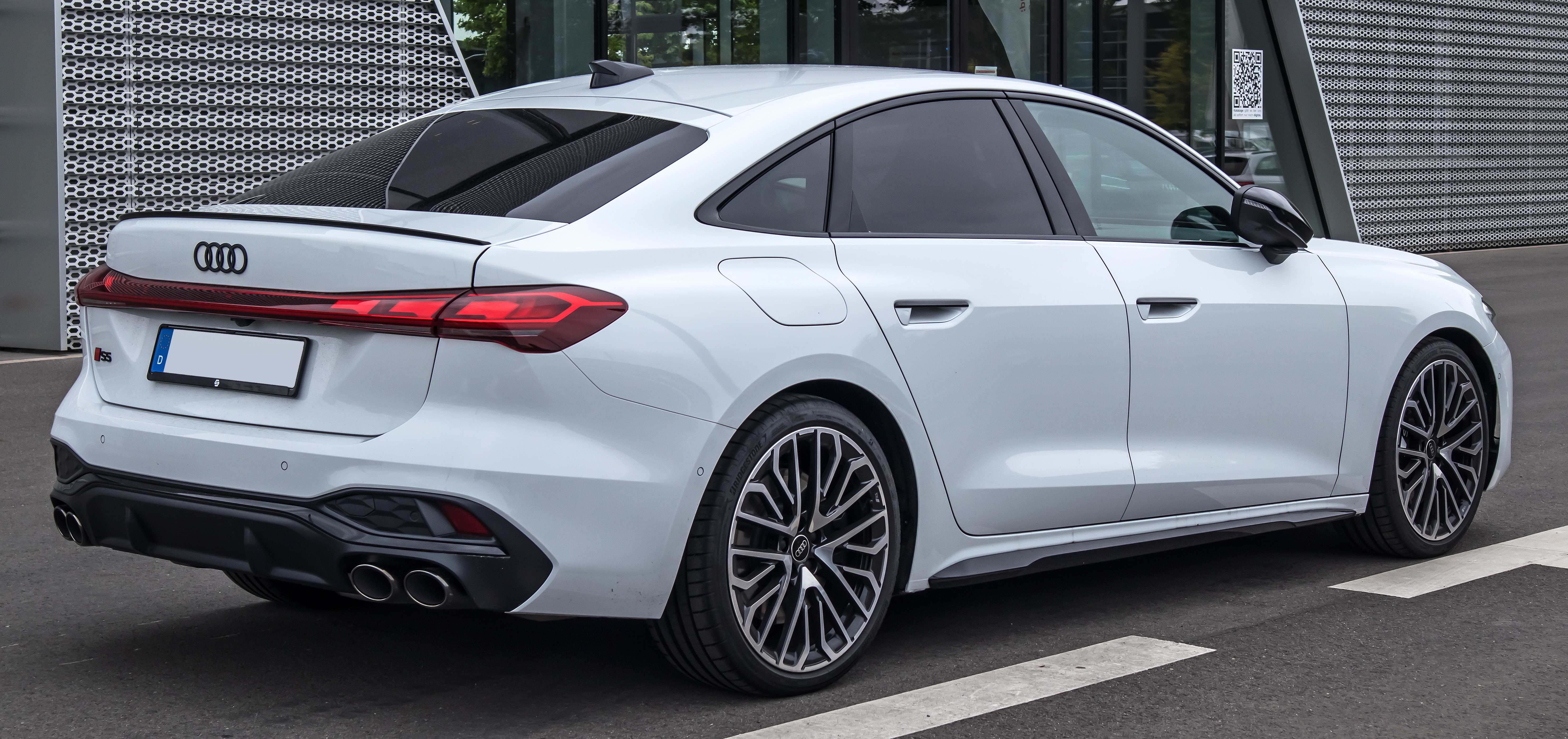
Heckansicht
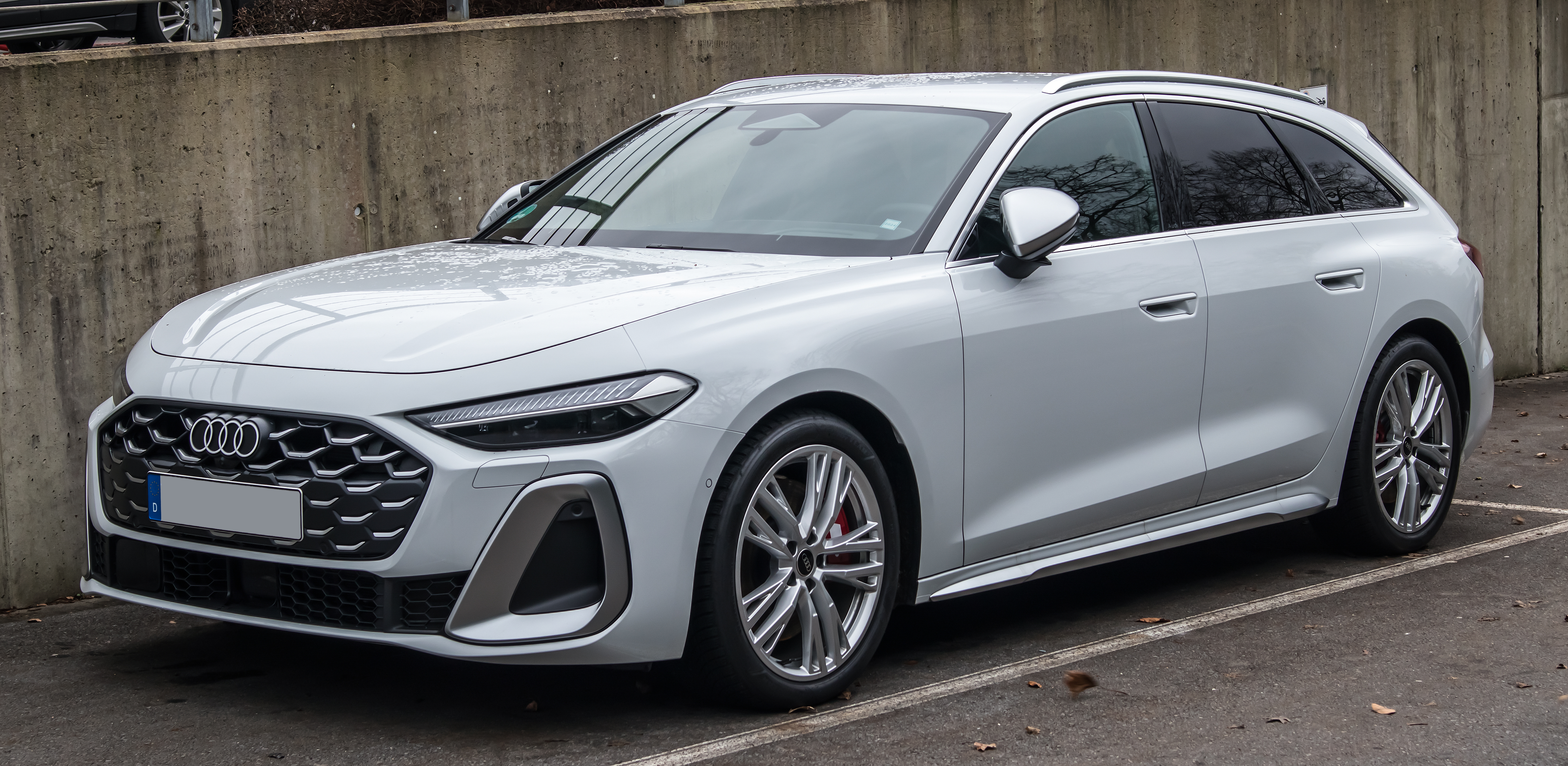
Audi S5 Avant (seit 2024)
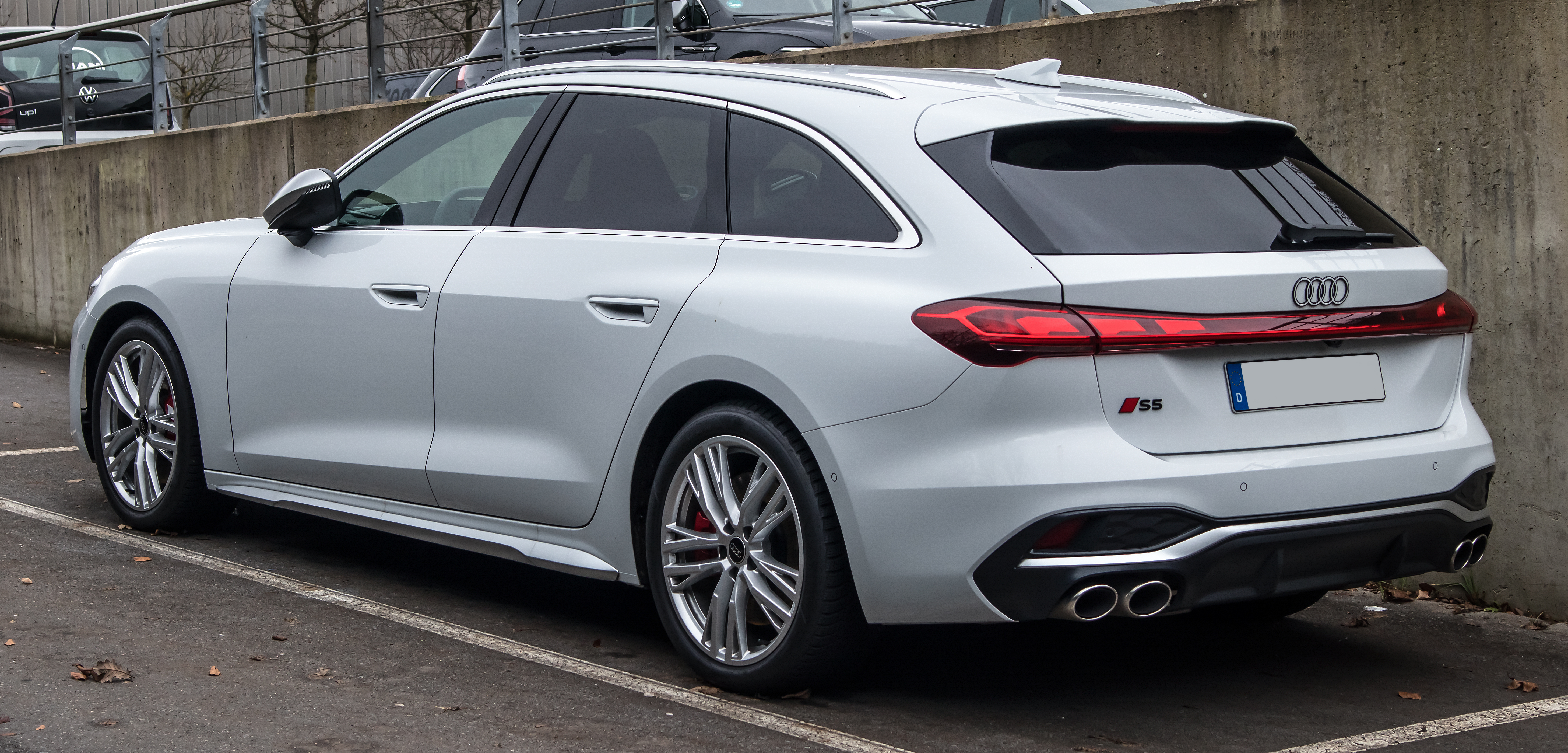
Heckansicht

Fortan hat der S5 wieder einen Ottomotor. Der Dreiliter leistet maximal 270 kW (367 PS) und hat ein maximales Drehmoment von 550 Nm.

### Technische Daten
|                                            | Limousine TFSI            | Avant TFSI                |
| ------------------------------------------ | ------------------------- | ------------------------- |
| Bauzeitraum                                | seit 07/2024              | seit 07/2024              |
| Motorbaureihe                              | VW EA839                  | VW EA839                  |
| Motorart                                   | Ottomotor                 | Ottomotor                 |
| Motortyp                                   | V-Bauart                  | V-Bauart                  |
| Motoraufladung                             | Turbolader                | Turbolader                |
| Gemischaufbereitung                        | Direkteinspritzung        | Direkteinspritzung        |
| Hubraum                                    | 2995 cm³                  | 2995 cm³                  |
| Zylinder/Ventile                           | 6/24                      | 6/24                      |
| maximale Leistung bei min−1                | 270 kW (367 PS)/5500–6300 | 270 kW (367 PS)/5500–6300 |
| maximales Drehmoment bei min−1             | 550 Nm/1700–4000          | 550 Nm/1700–4000          |
| Antriebsart, serienmäßig                   | Allradantrieb             | Allradantrieb             |
| Getriebeart, serienmäßig                   | 7-Gang-Doppelkupplung     | 7-Gang-Doppelkupplung     |
| Leergewicht                                | 2025 kg                   | 2040 kg                   |
| maximale Zuladung                          | 475 kg                    | 480 kg                    |
| Beschleunigung, 0–100 km/h                 | 4,5 s                     | 4,5 s                     |
| Höchstgeschwindigkeit                      | 250 km/h (6)              | 250 km/h (6)              |
| Kraftstoffverbrauch auf 100 km, kombiniert | 7,4–7,7 l Super           | 7,5–7,9 l Super           |
| CO2-Emission, kombiniert:                  | 167–175 g/km              | 169–180 g/km              |
| Abgasnorm nach EU-Klassifikation:          | Euro 6e                   | Euro 6e                   |